# Кампания в пустыне (1833—1834)

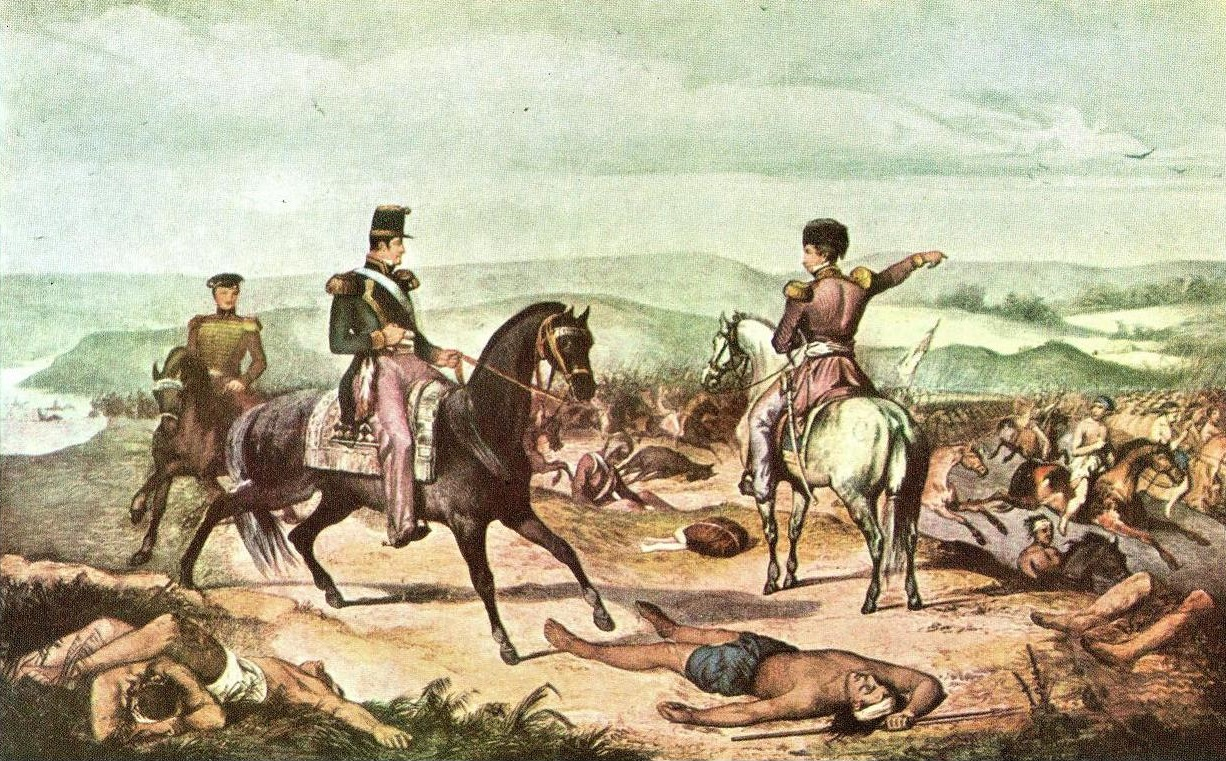
Конный портрет Росаса во время кампании.

Кампа́ния в пусты́не (исп. Campaña al Desierto; также Кампания Росаса) — военная кампания, проведённая войсками Аргентины во главе с Хуаном Мануэлем де Росасом в 1833—1834 годах против коренного населения южных областей Пампы и северной части Патагонии. Кампания стала одной из «прелюдий» к захвату Аргентиной большей части Патагонии в 1870-х—1880-х годах, известному как Завоевание пустыни.

## Предыстория
Первый срок правления Хуана Мануэля де Росаса в качестве губернатора Буэнос-Айреса завершился в 1832 году. Он победил унитарную Лигу Аргентины. С наступлением затишья в аргентинских гражданских войнах фокус политики Росаса был перенесён на обеспечение безопасности южных границ от набегов коренного населения. Хуан Рамон Балькарсе, сменивший Росаса на посту губернатора, позволил ему приступить к военной кампании, несмотря на получение предложения не давать Росасу разрешения на него.

## Кампания

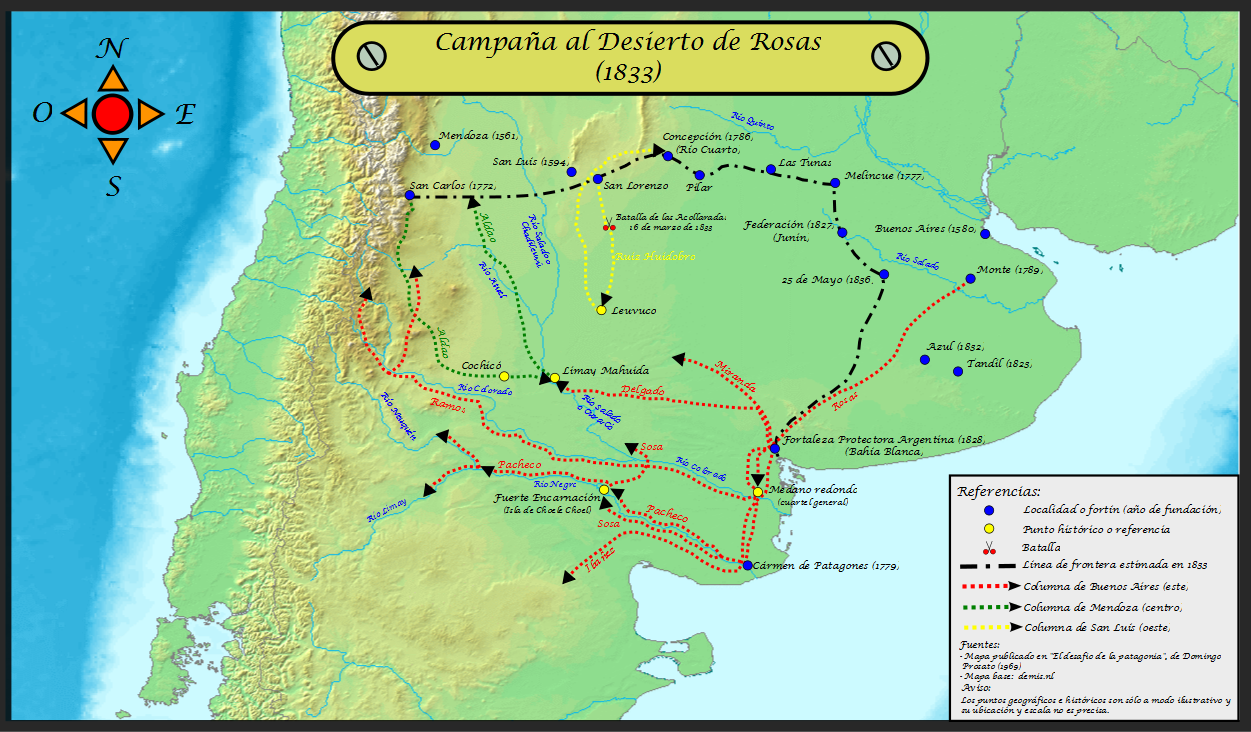
Карта кампании Росаса.

Фактор труднопроходимой местности сыграл большую роль в военной кампании, поскольку на пути продвижения армии Росаса не существовало никаких европейских поселений, и его войска были вынуждены транспортировать все запасы с собой прямо из Буэнос-Айреса. Из-за удалённости театра военных действий сообщения о ходе кампании должны были передаваться посредством нескольких курьеров в город Буэнос-Айрес. Кроме того, Росасу было необходимо значительное количество лошадей, которых были трудно получить из-за продолжающихся гражданских войн в Аргентине.
Кампания проходила на территории от Атлантического океана до Анд и включала в себя несколько фронтов, по которым наступали аргентинцы. Войска под командованием Феликса Альдао из провинции Мендоса начали наступление против индейцев мапуче на юге этой провинции и в Неукене. Руис Уидобро под командованием Факундо Кирога сражался с индейцами ранкелче в районе Сан-Луиса и Кордовы. Сам Росас возглавлял фронт в провинции Буэнос-Айрес. Хотя Росас организовал кампанию в целом, основным командующим «на месте» был Кирога. Ожидалось, что правительство Чили предоставит дополнительную военную помощь, однако чилийцы были не в состоянии сделать это в связи с мятежом и покушением на Диего Порталеса. Войска Росаса выступили из Буэнос-Айреса 22 марта 1833 года.
Росас делил коренное население на три группы: «друзья», «союзники» и «враги». «Друзьям» было разрешено поселиться в пределах территорий в провинции Буэнос-Айрес и даже на ферме Росаса. «Союзникам» было разрешено сохранить свои территории и оставаться формально независимыми. Росас поставил обеим этим группам населения условие поставлять его армии крупный рогатый скот и другие товары. Он лично общался с касиками, изучал язык пуэльче и позже собрал компиляцию La gramática у Diccionario de la Lengua Pampa («Грамматика и словарь языка Пампы»).
Группа «врагов», в состав которой аргентинцами включались ранкелче и мапуче, отказалась вести переговоры ещё с испанской колониальной администрацией и осуществляла нападения на сельские поселения и фермы в ходе рейдов, известных как Malones. Индейцев ранкелче возглавлял известный воин Янкетрус, мастер тактики внезапных набегов и быстрых отступлений. Росас возглавил военную кампанию против «врагов», взяв за основу тактику более ранних кампаний под командованием Мартина Родригеса и Бернардино Ривадавии. При этом Росас сумел вторгнуться на значительно большее расстояние вглубь Патагонии, чем его предшественники, и уничтожил несколько индейских поселений. Росас позже утверждал, что его армия убила 3200 коренных жителей Патагонии в ходе кампании, захватила 1200 пленных и спасла 1000 аргентинских пленных.

## Последствия
Кампания Росаса привела к кратковременному периоду перемирия с индейскими племенами и положило конец Malones, пока он не был отстранён от власти после битвы под Касеросом. Несмотря на состояние войны с аргентинцами с 1821 года, «враги» начали контратаки во время битвы за Касерос. Однако они продолжали терять контроль над своими территориями и постепенно отступали на юг. Окончательный разгром «врагов» произошёл во время так называемого Завоевания пустыни, которое аргентинские войска осуществляли во главе с Хулио Аргентино Рока.